# Tadeusz Sudnik

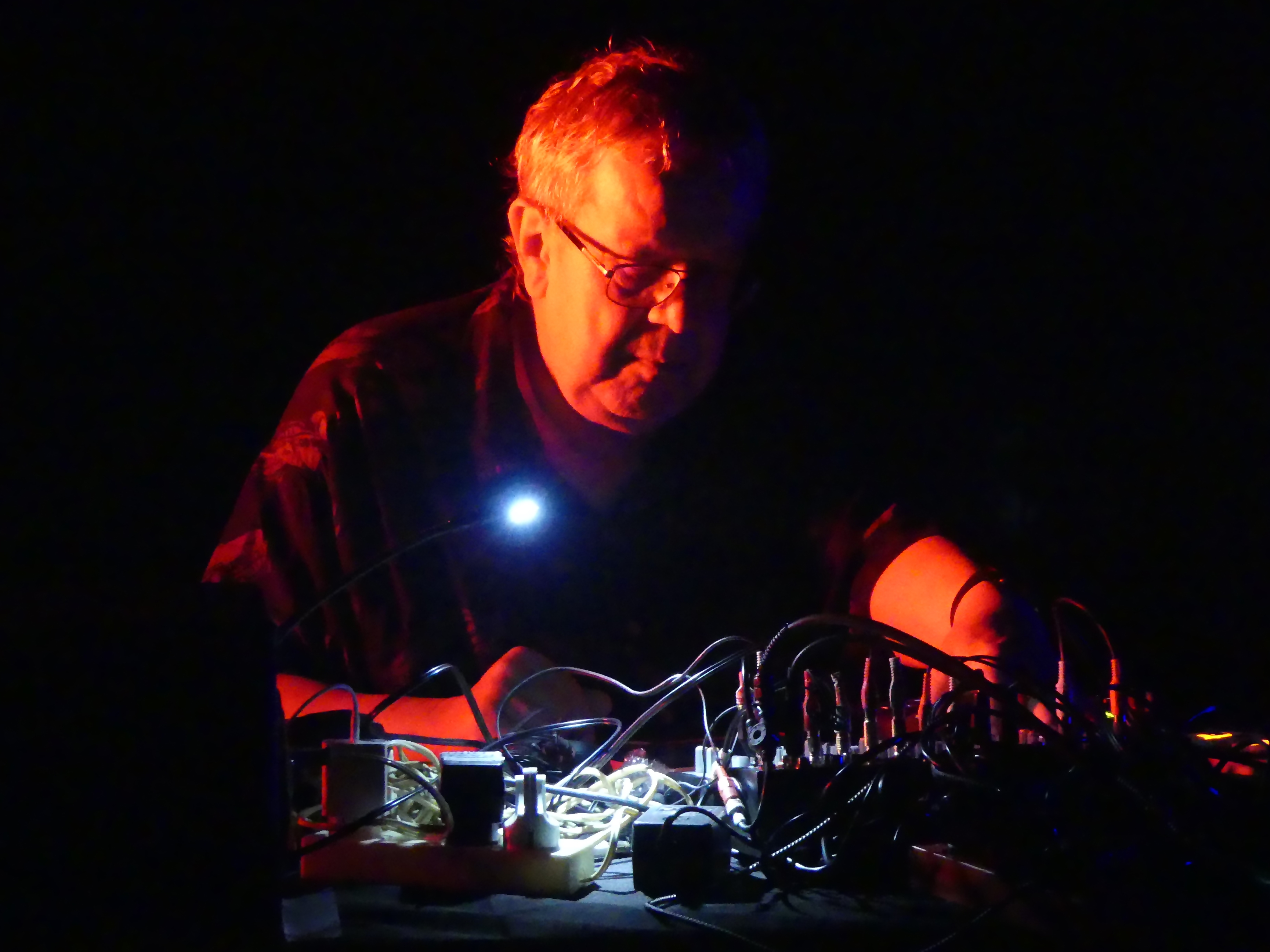
Tadeusz Sudnik, 2023

Tadeusz Sudnik (* 6. Dezember 1955 in Warschau) ist ein polnischer Improvisations- und Jazzmusiker (Synthesizer, Elektronik, Komposition).

## Wirken
Sudnik arbeitete zehn Jahre im Experimentalstudio des Polnischen Rundfunks, wo er elektronische Musik für Theater, Film und Ballett aufnahm. Zugleich tourte er Mitte der 1980er Jahre mit Jazzensembles wie der Gruppe Freelectronic um Tomasz Stańko, mit der er beim Montreux Jazz Festival ein Album einspielte und zuvor bereits an dem Album Peyotl - Witkacy beteiligt war. Mehrere Jahre wirkte er auch beim Festival Warschauer Herbst und der Polnischen Gesellschaft für Zeitgenössische Musik (Polskie Towarzystwo Muzyki Współczesnej) mit. 2003 nahm er an einer Europatournee von Adam Pierończyks Gruppe Amusos teil und trat mit dem Berliner Perkussionisten Maurice de Martin auf. Seit 2004 tourt er mit der neuen Gruppe Freelectronic.
2006 realisierte Sudnik die multimediale Installation Kolej rzeczy in der Warschauer Galeria XXI und gab in Polen Konzerte mit der deutschen Jazzband Der Rote Bereich.  Weitere Musiker, mit denen Sudnik zusammenarbeitete, sind  Sonny Sharrock, Adrian Mears, Peter Giger, Antymos Apostolis, Janusz Skowron, Michał Miśkiewicz, Kuba Sienkiewicz, Aleksander Korecki, Andrzej Bieżan, Mamadou Diouf und Gunnar Geisse. Mit der Gruppe Kawalerowie Błotni bzw. The Mud Cavaliers (Krzysztof Knittel, Jerzy Kornowicz, Ryszard Latecki, Mieczysław Litwiński und Tadeusz Wielecki) spielte er Neue Improvisationsmusik an ungewöhnlichen Orten. Weiterhin trat er mit Helmut Nadolski und Andrzej Przybielski, Mathieu Sadowski, den Gruppen Digivooco (mit Adam Pierończyk und Gary Thomas), Park Maszynowy  (mit Włodzimierz Kiniorski), Analogics (mit Wojciech Konikiewicz), Koncert Figur Niemożliwych (mit Andrzej Mitan), Interakcje (mit  Krzysztof Knittel) und Joined Forces (mit Paweł Prochnowski) auf.

## Werke
- Ballettmusik zu Pejzaż Nocą
- Klangprojektion zur Doppeloper Heartpiece von Krzysztof Knittel und John King nach Heiner Müller (Galerie „The Kitchen“ in New York)
- Musik zum Dokumentarfilm Wielkie dusze, małe cuda (1997)
- Musik zum Dokumentarfilm Wewnętrzna moc (2005)
- Musik zum Dokumentarfilm Tombakowanie (2007)
- Tonspur für die Ausstellung OD-DO von Stanisław Dróżdż (2009)